# Saint-Ambroix (Cher)
Saint-Ambroix is een gemeente in het Franse departement Cher (regio Centre-Val de Loire) en telt 399 inwoners (2005). De plaats maakt deel uit van het arrondissement Bourges.

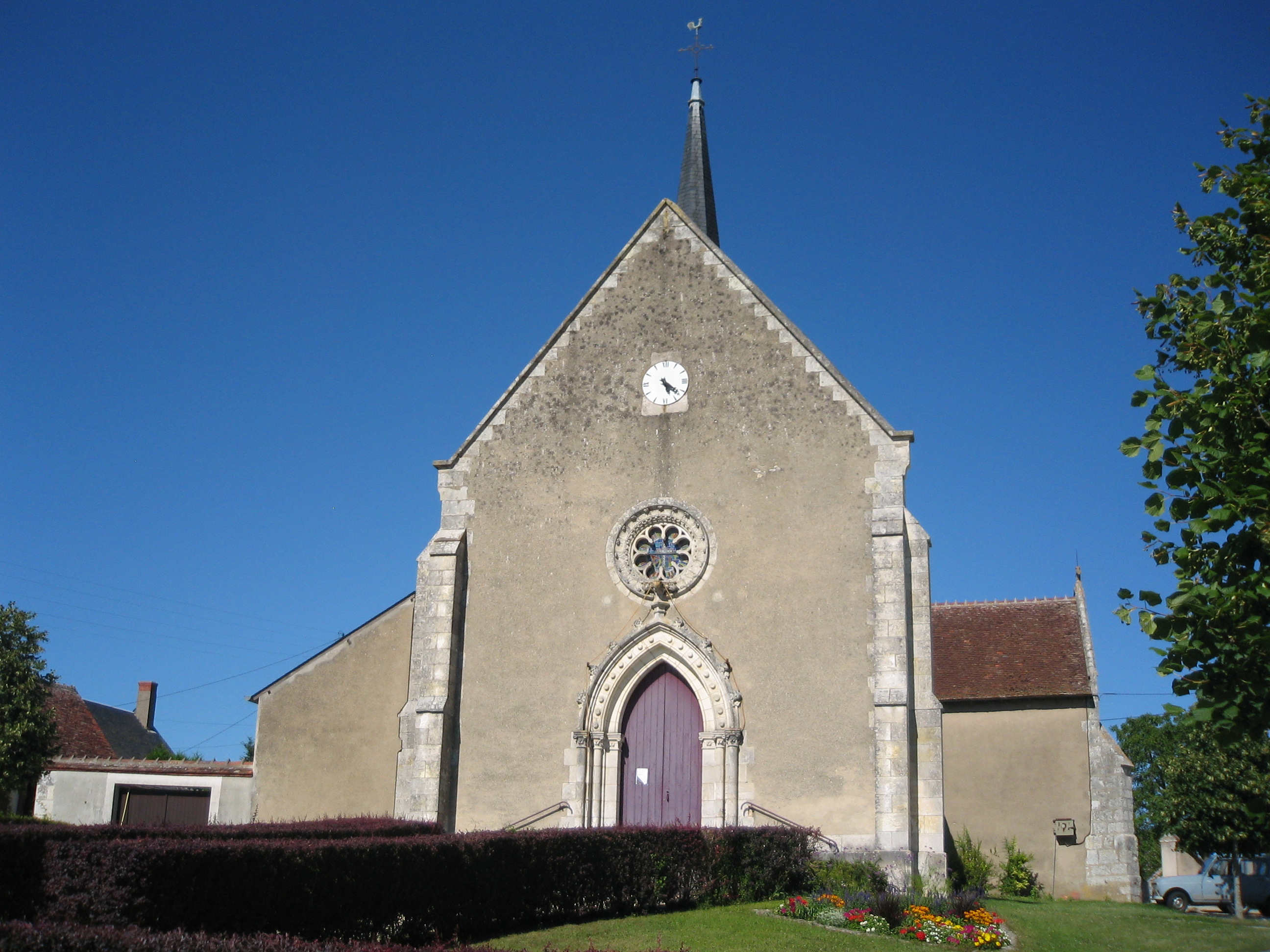
Kerk van Saint-Ambroix

## Geografie
De oppervlakte van Saint-Ambroix bedraagt 32,2 km², de bevolkingsdichtheid is 12,4 inwoners per km².
De onderstaande kaart toont de ligging van Saint-Ambroix (Cher) met de belangrijkste infrastructuur en aangrenzende gemeenten.

## Demografie
Onderstaande figuur toont het verloop van het inwonertal (bron: INSEE-tellingen).